# Chilam Balam
Os livros maias de Chilam Balam, designados pelos nomes de localidades iucatecas como Chumayel, Mani e Tizimin, são geralmente colecções de textos díspares nos quais as tradições espanholas e maias coalesceram, tendo sido encomendados nestas localidades originárias por padres. Os maias iucateques atribuíram parte dos relatos e poemas constantes nestes livros a um autor lendário chamado Chilam Balam, sendo um chilam um sacerdote que fornecia oráculos. Alguns dos textos consistem mesmo de oráculos sobre a chegada dos espanhóis ao Iucatã e mencionam um chilam Balam como seu primeiro autor. A tradição colonial espanhola estendeu o título Chilam Balam de forma a abranger todos os textos díspares encontrados num determinado manuscrito.
Os textos tratam sobretudo de história (tanto pré-hispânica como colonial), calendários, astrologia e ervas medicinais, trazendo importantes elementos da visão religiosa do povo maia, bem como de toda a sua visão de mundo. Escritos em língua maia iucateca (em escrita europeia), os manuscritos são oriundos dos séculos XVII e XIX, embora muitos dos textos que acabaram por ser incluídos nestes livros datem do tempo da conquista espanhola. Assume-se que nos livros maias mais antigos, o elemento religioso e profético fosse mais proeminente. Acredita-se que os textos reproduzidos pelos maias alfabetizados por espanhóis sejam feitos das reminiscências de livros queimados pelos autos promovidos pelo religioso Diego de Landa.
Enquanto que os textos médicos são bastante factuais, os textos históricos e astrológicos são realmente esotéricos. Em várias passagens destes textos surgem pequenos fragmentos de informação importantes sobre a antiga mitologia. Além do seu valor intrínseco, os textos históricos (ou crónicas) são particularmente importantes pois estão construídos com  base no calendário maia (ainda que com algumas adaptações ao sistema de calendário europeu) e contêm antigas previsões para períodos tun e baktun. Já o Chilam Balam de Chumayel  composto também de poemas que tratam, entre outros temas, da dor e a doença causadas pela conquista espanhola, revelando de forma amargurada a visão religiosa dos maias conquistados. 
A tentativa de reconstrução da história iucateca pós-clássica a partir destes dados provou ser uma tarefa árdua. Devido à sua natureza muitas vezes alusiva e metafórica, poética, e ao iucateque arcaico em que estão escritos, os textos de Chilam Balam constituem um desafio formidável para os tradutores. A qualidade das traduções existentes varia muito, sendo as de Barrera Vásquez e Rendón, Reifler Bricker e Miram, e de Roys incluídas entre as melhores.  